# Xã Fanny, Quận Polk, Minnesota
Xã Fanny (tiếng Anh: Fanny Township) là một xã thuộc quận Polk, tiểu bang Minnesota, Hoa Kỳ. Năm 2010, dân số của xã này là 103 người.